# Мост Сундэй
Мост Сундэй  (норв.  Sundøybrua ) —  автодорожный мост, пересекающий Leirfjord между островом Альстен  и материковой частью Норвегии. Мост Сундэй с длиной  главного пролёта в 298 метров является одним из самых крупных железобетонных рамно-консольных мостов в мире. Мост заменил небольшую паромную переправу и обеспечил постоянное сообщение между небольшими деревнями на восточной части острова и материковой частью Норвегии.

## Расположение
Мост расположен в 100 км к югу от Северного полярного круга в северной части Норвегии . В 35 км западнее моста расположен город Мосйоен . 

## Строительство моста
Заказчиком строительства моста была Дорожная Администрация Нурланна. 
Проект моста был разработан фирмой Aas-Jakobsen AS из Осло и фирмой BOARCH из Будё. Подрядчиком стала компания AS ANLEGG. Работы по сооружению моста начались в  2001 году и закончились в 2003 году. Общая стоимость моста составила 186 млн. NOK. Мост был открыт для движения 9 августа 2003 года министром транспорта Норвегии Торильд Скогсхольм.
Кессоны для основания промежуточных опор моста были изготовлены   в городе Вердал компанией Aker Verdal  и отбуксированы к месту строительства. Бетонирование стоек опор осуществлялось в опалубке фирмы Doka.
В качестве крупного заполнителя для приготовления бетона марки С65 использовался местный щебень. Для приготовления легкого бетона марки LC60 из Южной Каролины был заказан специальный материал – stalite. Для производства бетона был сооружен мобильный бетонный завод в 1 км от моста.
Пролётное строение сооружалось методом уравновешенного навесного бетонирования. Максимальная длина блоков составляла 5 м. Продолжительность бетонирования одной секции составляла 1 неделю. Во время бетонирования пролётного строения  в боковых пролетах были сооружены  временные опоры. Они поддерживали консоль, а также обеспечивали устойчивость моста против ветровых нагрузок.

## Конструкция моста

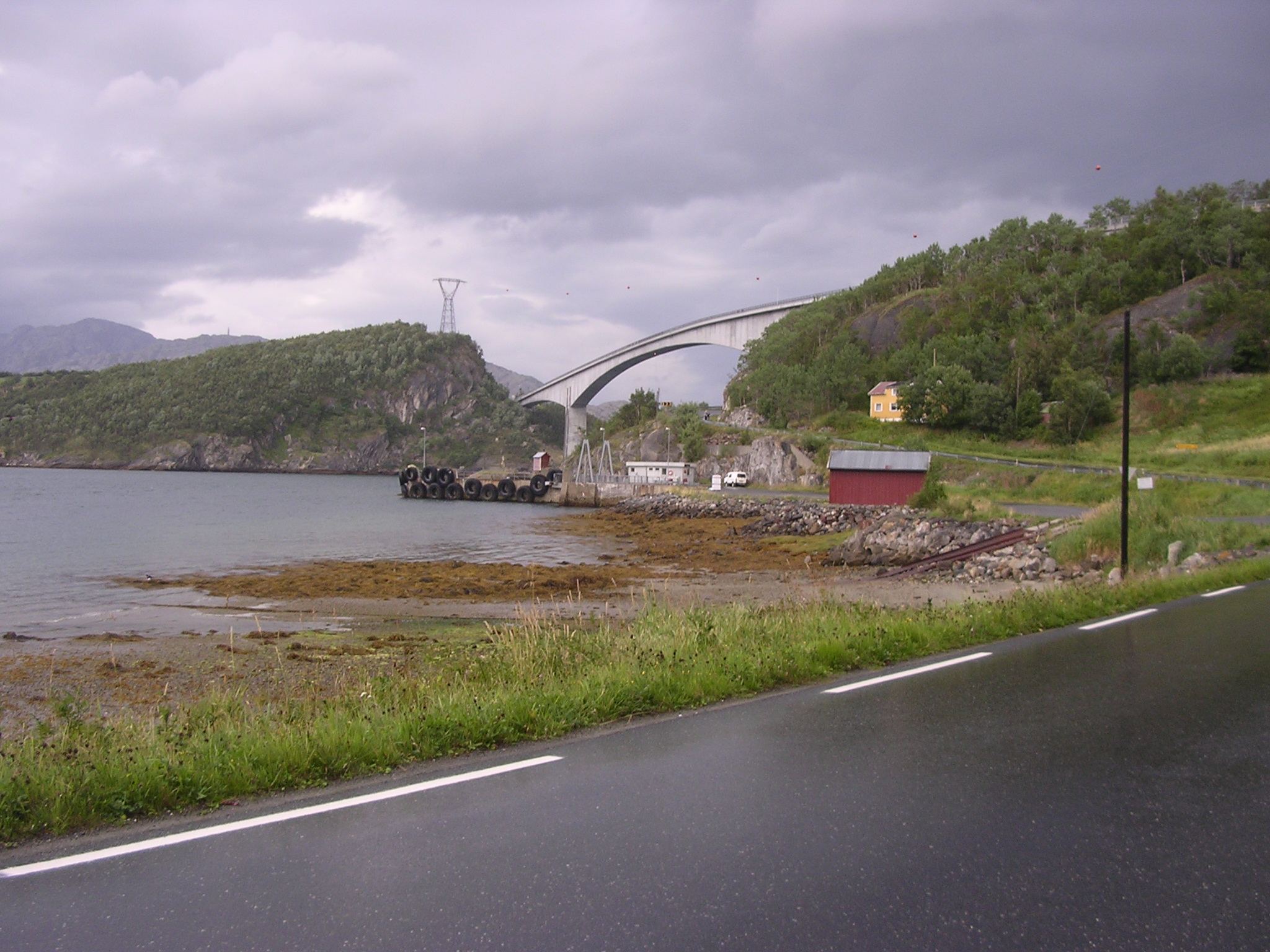
Вид на мост со стороны материка

Мост железобетонный рамно-консольный. Общая длина – 538 м. Имеет три пролёта. Схема моста: 120+298+120 м. Мост расположен на горизонтальной кривой радиусом 3250 м . Подмостовой габарит составляет 180 х 45 м. По своей конструкции мост схож с мостом Рафтсундет 
Постоянные опоры состоят из двух монолитных стоек. Толщина стоек постоянная, в то время как ширина изменяется в зависимости от высоты. Внутри опоры полые.
Балка пролётного строения - коробчатая постоянной ширины с изменяющейся высотой. Ширина балки - 7 м, высота балки над промежуточными  опорами составляет 14.5 метров, в середине пролетов – 3.5 м. 
Материал центральной части главного пролёта моста - легкий бетон марки LC60, в то время как другие части конструкции сооружены с использованием бетона  марки C65.
Ширина проезжей части - 7,5 м,  а общая ширина моста составляет 10.3m, в том числе тротуар шириной 2м.